# Couche limite

Couches limites laminaires et turbulentes d'un écoulement sur une plaque plane (avec profil des vitesses moyennes).

La couche limite est la zone d'interface entre un corps et le fluide environnant lors d'un mouvement relatif entre les deux. Elle est la conséquence de la viscosité du fluide et est un élément important en mécanique des fluides (aérodynamique, hydrodynamique), en météorologie, en océanographie, etc.

## Description

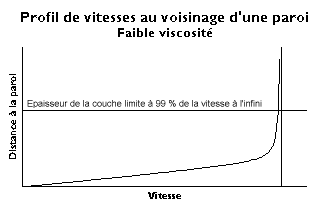
Profil de vitesses dans une couche limite.

Lorsqu'un fluide réel s'écoule le long d'une paroi d'un corps supposé fixe, les vitesses sur la paroi sont nulles alors qu'à l'infini (c'est-à-dire loin du corps) elles sont égales à la vitesse de l'écoulement. Sur une normale à la paroi (le long d'une ligne imaginaire perpendiculaire à la paroi), la vitesse doit donc dans tous les cas varier entre 0 et un maximum. La loi de variation dépend de la viscosité du fluide qui induit un frottement entre les couches voisines : si l'on considère deux couches successives, la couche la plus lente tend à freiner la couche la plus rapide qui, en retour, tend à l'accélérer.
Dans ces conditions, une forte viscosité tend à égaliser au maximum les vitesses localement. Au contraire, si le fluide est peu visqueux, les différentes couches sont beaucoup plus indépendantes de leurs voisines : la vitesse à l'infini se maintient jusqu'à une courte distance du corps et il y a une variation plus forte des vitesses dans une petite épaisseur proche de la paroi que l'on nomme la couche limite.

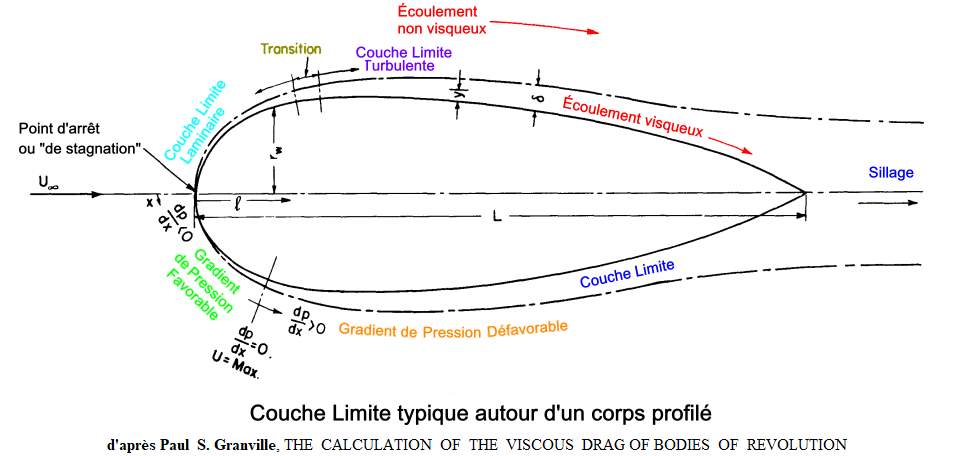
Schéma de principe de l'évolution de la couche limite au long d'un corps profilé de révolution, d'après Paul S. Granville.

Dans le premier cas (forte viscosité du fluide), il faut utiliser les équations générales du fluide visqueux. Dans le second (fluide peu visqueux), on peut utiliser dans la couche limite des équations simplifiées complétées par des résultats expérimentaux ; au-delà de la couche limite, on utilise les équations, également plus simples, du fluide parfait (justiciable de l'équation de Bernoulli). Ceci étant, lors de l'utilisation de ces équations du fluide parfait, on doit bien sûr considérer le corps comme épaissi par la couche limite (on dit « engraissé ») : voir schéma de principe ci-contre où les épaisseurs de couches limites sont exagérées. Le fort épaississement de l'écoulement vers l'aval ne correspond pas à un décollement de cet écoulement mais bien à l'épaississement de la couche limite sur le corps.
En fait, ce n'est pas seulement la viscosité elle-même qui est le critère de jugement de la nature visqueuse ou non de l'écoulement sur un corps (ou plus exactement de son degré de viscosité). Comme toujours en mécanique des fluides, c'est une grandeur sans dimension qui sert de critère et caractérise l'écoulement : le nombre de Reynolds. Celui-ci décrit le rapport des forces inertielles aux forces de frottement visqueux dans le fluide. Ainsi, au lieu d'augmenter la viscosité, on peut obtenir un phénomène semblable (un même nombre de Reynolds et donc un même écoulement) en diminuant la vitesse ou les dimensions du corps.

## Exemples d'épaisseur
Sur le schéma de principe de Granville ci-dessus, les épaisseurs de couches limites sont exagérées. Les images ci-dessous donnent une idée plus réaliste de l’évolution de l’épaisseur sur un corps 2D (un profil d’élancement 12, c.-à-d. une épaisseur relative de 8,3 %) ainsi que sur un corps de moindre traînée de révolution d’élancement L/D = 4.
On remarque, sur le premier schéma, que pour ce Reynolds longitudinal {\displaystyle R_{ex}} assez proche du million, l’épaisseur de la couche limite au bord de fuite du profil est de l’ordre du quart de l’épaisseur du profil (avec cette épaisseur relative). Pour dessiner la couche limite turbulente, on a pris ici la relation :
{\displaystyle {\frac {\delta }{x}}={\frac {0,154}{R_{ex}^{1/7}}}}
{\displaystyle R_{ex}} étant le Reynolds basé sur l’abscisse.
L’évolution de l’épaisseur de la couche limite sur le corps 3D de révolution (figure suivante) est compliquée, sur l’arrière-corps, par le fait que, la circonférence de la section du corps diminuant jusqu’à sa pointe aval (où elle est nulle), la section annulaire de fluide ralenti au maître-couple (la couche limite) doit, en s’approchant de la pointe aval, se répartir sur un périmètre du corps de plus en plus petit : par ce phénomène de concentration, la couche limite est donc contrainte de s'épaissir. Hoerner, dans son ouvrage Drag, donne, pour un corps 3D de révolution, un diamètre de couche limite {\displaystyle d_{clq}} à la pointe arrière de :
{\displaystyle d_{clq}={\sqrt {3\delta _{Dmax}D_{max}}}}
{\displaystyle \delta _{Dmax}} étant l’épaisseur "fondamentale" de la couche limite au diamètre maximal {\displaystyle D_{max}}.

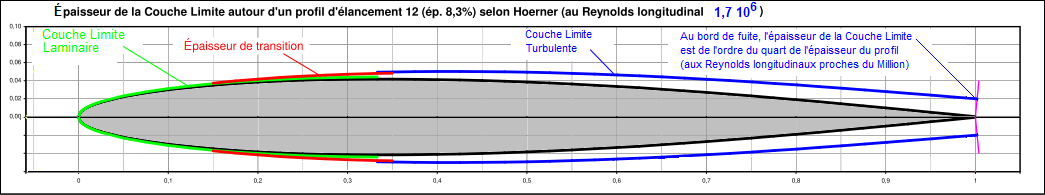
Épaisseur de la couche limite sur un profil au Reynolds longitudinal 1,7 million.
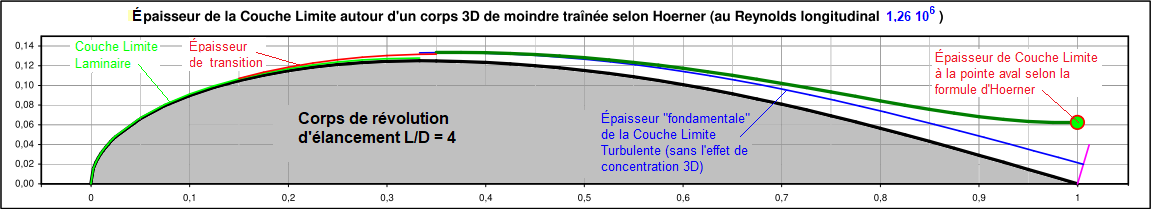
Épaisseur de la couche limite sur un corps de moindre traînée de révolution au Reynolds longitudinal 1,3 million.

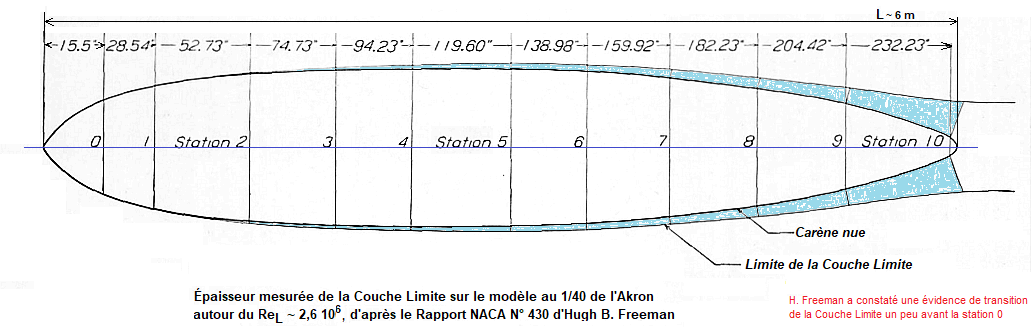
Épaisseur mesurée de la couche limite sur le modèle au 40e du dirigeable Akron

L'épaisseur calculée de la couche limite sur le corps 3D ci-dessus cadre bien avec celle, mesurée par Hugh B. Freeman sur le modèle au 1/40e du dirigeable Akron dans la soufflerie grandeur nature de Langley (image ci-contre) : on note sur cette image que l'épaisseur de la couche limite au culot du corps mesure le quart du diamètre maximal de ce corps. Freeman a constaté (par l'épaississement net de la couche limite) que la transition de celle-ci se faisait très près du nez du corps (un peu avant la station 0). Cette transition quelque peu anticipée pourrait être due à la turbulence de la soufflerie. En tout état de cause, la couche limite ainsi mesurée (et dessinée) est bien représentative des couches limites totalement turbulentes sur des corps très bien profilés.

## Histoire

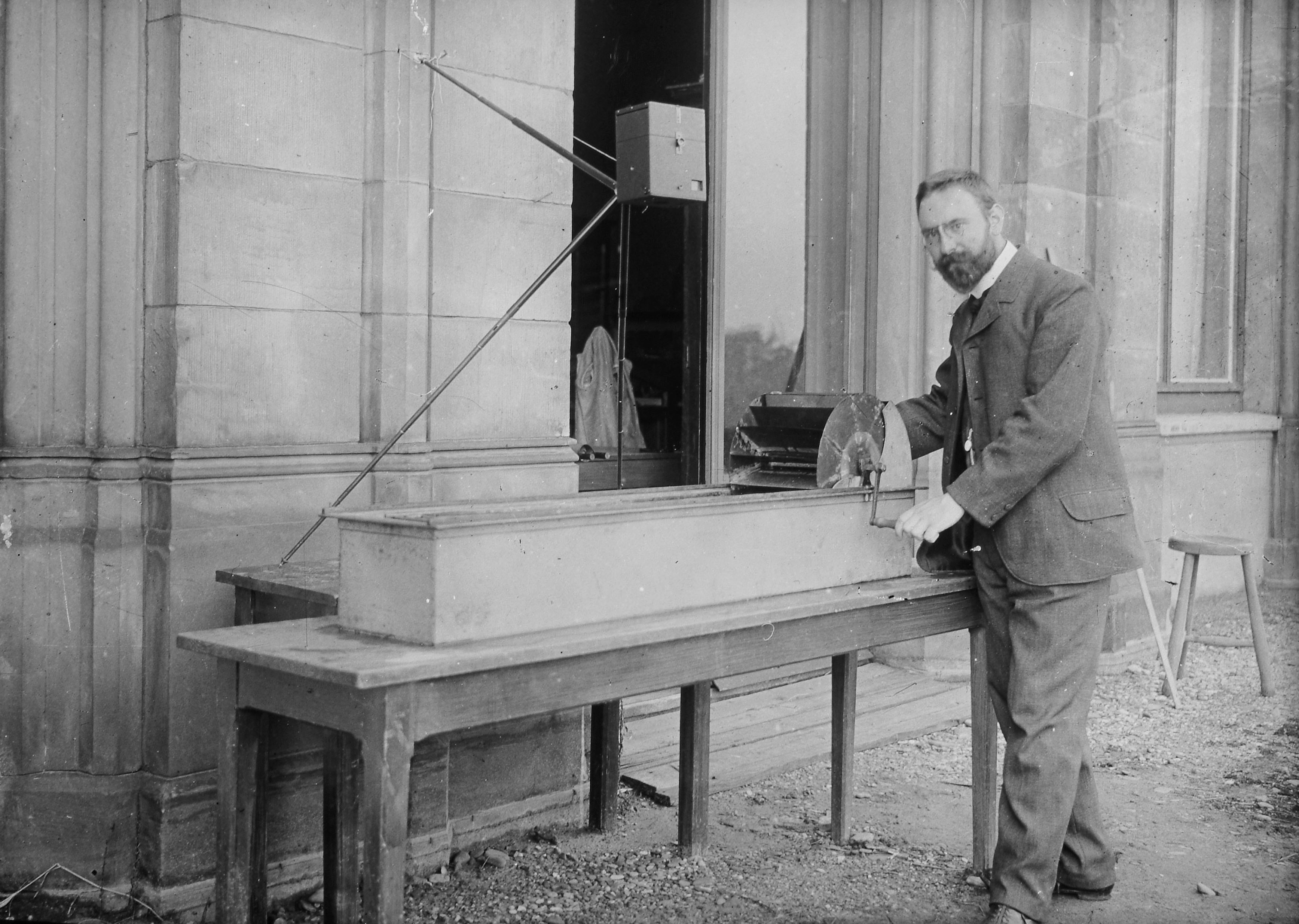
Ludwig Prandtl en 1904 avec son canal hydraulique (voir aussi cette image).

Le concept de couche limite fut présenté par Ludwig Prandtl à l’occasion du 3e congrès international des mathématiciens d’Heidelberg, en août 1904. Son texte, « qui marque le commencement de la compréhension par l’homme de la dynamique des fluides réels », ne suscita cependant que peu d’intérêt à l’étranger,, peut-être parce que ce concept de couche limite apparaissait comme arbitraire et flou.
Bien qu’Heinrich Blasius, un des premiers élèves de Prandtl, ait proposé en 1908 un mode de calcul de la couche limite laminaire (équation de Blasius) et que Prandtl, en 1912, ait magistralement expliqué la crise de traînée de la sphère quantifiée par Gustave Eiffel en l’attribuant à la transition de la couche limite depuis un état laminaire jusqu’à un état turbulent, il fallut plusieurs décennies pour que le concept de couche limite soit intégré dans la pensée des mécaniciens des fluides. À cet égard, il est révélateur que le texte fondateur de Prandtl (publié en 1905) n'ait été traduit qu’en 1927 par le NACA (pourtant fondée en 1915).

## Théorie

Profil de vitesse au travers d’une couche limite au-dessus d’une plaque.

La définition même de la couche limite réside dans le fait qu'elle représente la région de l'écoulement où les effets visqueux sont au moins aussi importants que les effets inertiels (en termes d'ordre de grandeur). Ce n'est en effet pas le cas loin de la paroi, où l'écoulement est alors dit « d'Euler », et où les effets visqueux ne se font pratiquement pas ressentir. Un fluide parfait est par définition non conducteur et a ses coefficients de Lamé nuls (c'est-à-dire pas de viscosité).

Évolution de la couche limite avec l'abscisse, donc le Reynolds.

On définit l'épaisseur de la couche limite comme l'épaisseur dans laquelle les particules de fluides ont une vitesse moyenne (parallèlement à la surface du corps) {\displaystyle \leq 0,99\cdot {\vec {U}}_{e}}, {\displaystyle {\vec {U}}_{e}} étant la vitesse de l'écoulement « extérieur », c'est-à-dire « juste au-dessus» de la couche limite .
Cette définition est plus facile à visualiser pour la couche limite qui se développe sur chaque face d'une plaque plane dans un écoulement tel que la vitesse et la pression "extérieures" soient constantes (comme sur l'image ci-contre où la vitesse extérieure est notée {\displaystyle U_{0}}).
Il faut noter que l'épaisseur {\displaystyle \delta } de la couche limite varie en fonction de {\displaystyle x}, l'abscisse depuis le point d'arrêt.
Le profil de vitesse au sein de la couche limite dépend de son état qui peut être soit laminaire (en bleu clair sur le schéma ci-contre) soit turbulent (en orange). L'abscisse {\displaystyle X_{\rm {critique}}} (mesurée depuis le point d'arrêt) où se produit la transition entre l'état laminaire et l'état turbulent dépend du nombre de Reynolds {\displaystyle Re_{x}} basé sur {\displaystyle x}, l'abscisse depuis le point d'arrêt, ainsi que de la géométrie du corps lorsque ce corps n'est pas une plaque plane comme ci-contre, de sa rugosité et de la turbulence de l'écoulement. Entre la couche limite laminaire et la couche limite turbulente, il existe une zone de transition.
Sur ce même schéma figurent ce que l'on appelle les « profils de vitesses » des deux couches limites laminaire et turbulente. Dans cet écoulement, le nombre de Reynolds {\displaystyle Re_{L}} (basé sur la longueur totale {\displaystyle L} de l'écoulement) est suffisamment élevé : la couche limite commence sa transition vers le régime turbulent à l'abscisse {\displaystyle X_{\rm {critique}}}.
Dans les cas très particuliers ou {\displaystyle Re_{L}\ll 1}, les équations du mouvement du fluide sont linéaires car les phénomènes de diffusion dominent et l'écoulement (et la couche limite) sont laminaires (écoulement de Stokes).

## Propriétés

### Transmission de la pression à travers les couches limites
Une propriété notable des couches limites (et qui facilite grandement l'utilisation de leur concept) est que la pression au-dessus (ou à l'extérieur) d'une couche limite se transmet, à l'intérieur de cette couche limite, sur une normale à la paroi du corps, jusqu'à cette paroi. Cette propriété permet aux mécaniciens des fluides, lorsqu'ils mesurent la pression locale à la surface d'un corps, d'étendre cette pression à toute l'épaisseur de la couche limite, et en particulier à son sommet, ligne de courant où l'équation de Bernoulli redevient applicable.

### Effet de friction
En affinant leurs théories et en accumulant les mesures en soufflerie, les savants précurseurs ont obtenu des approximations tout à fait correctes de la friction qu'exerce localement et en moyenne le courant de fluide sur la paroi d'un corps.
Pour obtenir ces résultats, ils ont dû poser l'hypothèse que les particules de fluide en contact avec le corps se trouvaient à la vitesse du corps (donc sans vitesse relative) : c'est la fameuse condition de non-glissement, condition qui, dans la pratique, ne s'est jamais trouvée infirmée (bien qu'elle ne soit guère intuitive pour des fluides comme l'air qui paraissent ne pas "mouiller" les corps qui s'y déplacent).
La friction locale qu'exerce le courant de fluide sur la paroi d'un corps est définie comme une contrainte, à savoir comme le quotient de la force locale sur une surface élémentaire par l'aire de cette surface élémentaire. Cette friction locale est plus forte pour la couche limite turbulente que pour la couche limite laminaire et également plus forte près du point d'arrêt du corps que vers son aval.
On peut utiliser pour quantifier cette friction locale (dont l'intégration sur tout le corps donnera le {\displaystyle C_{x}} moyen de friction) le {\displaystyle c_{f}} local. Mais dans certains cas connus on pourra utiliser directement le {\displaystyle C_{f}} total ou moyen (déjà intégré sur toute la surface du corps, en référence à sa surface mouillée).
À ce {\displaystyle C_{f}} total (calculé en référence à une surface qui devra être précisée, par exemple la surface mouillée totale du corps) devra être ajouté, bien sûr, le {\displaystyle C_{x}} de pression (calculé en référence à la même surface, évidemment) pour quantifier le {\displaystyle C_{x}} total du corps en référence à la surface utilisée.

## Caractérisation par des méthodes physiques
Afin de rendre visible les deux états de la couche limite, on peut se baser sur l’évaporation d’un liquide volatil répandu sur le corps à étudier : cette évaporation, plus rapide pour la couche limite turbulente, permet une bonne détermination de l’abscisse de transition ainsi qu’une mise en évidence des transitions prématurées créées par des aspérités locales.
D’autre part, l’utilisation d’un stéthoscope connecté à un micro tube de Pitot permet une détermination acoustique approchée de l’état de la couche limite : dans son état laminaire, la couche limite est à peu près silencieuse alors que dans son état turbulent elle fait entendre un fort bruit de roulement ou de tonnerre, ce bruit étant plus fort dans la zone de transition.

## La force de friction (ou de frottement) due à la couche limite
La quantification de la force de friction est évidemment à la source des recherches sur la couche limite. Sur un Airbus, par exemple, 45% de la traînée aérodynamique vient de la friction de l’air sur les surfaces extérieures de l’avion.
Bien que localement, la friction puisse être vue comme un phénomène linéaire (c’est ce que l’on voit dans les Écoulement de Stokes), pour les ingénieurs la friction se quantifie par un coefficient adimensionnel de friction établi en référence à la pression dynamique (qui est proportionnelle au carré de la vitesse), ce qui est très contre-intuitif, (ce coefficient de friction manifestant cependant une forte dépendance au Nombre de Reynolds qui préside au phénomène).

On définit un Coefficient de friction moyen (ou Coefficient de friction pariétal) sur un corps comme suit :
{\displaystyle C_{f}={\frac {T_{f}}{{\frac {1}{2}}\rho V^{2}S}}}
définition où :
{\displaystyle C_{f}} est le Coefficient de friction moyen sur le corps,
{\displaystyle T_{f}} est la partie de la traînée due à la friction,
{\displaystyle \rho } est la masse volumique du fluide,
{\displaystyle V} est la vitesse de l'écoulement,
{\displaystyle S} est la surface mouillée du corps,
({\displaystyle \textstyle {\frac {1}{2}}\rho V^{2}} est donc la pression dynamique de l'écoulement).
La couche limite se développe de façon comparable, dans son principe, sur la plaque plane parallèle à l’écoulement et sur les corps 2D et 3D convenablement profilés (profils d’ailes et fuselages, par exemple),.
À l’avant de tels corps se forme en effet, à partir du point d’arrêt, une couche limite laminaire, cette couche limite laminaire effectuant sa transition depuis le régime laminaire jusqu’au régime turbulent à une certaine distance du point d’arrêt (plus exactement à un certain Reynolds dit critique). Cependant, quoique dans le même ordre de grandeur, les forces de frictions sont un peu plus fortes dans le cas des corps profilés 2D (ailes) et 3D (par rapport à celles des plaques planes) (voir plus bas).

### Friction sur la plaque plane due à la couche limite laminaire
La couche limite laminaire résulte en un coefficient de friction (ou de frottement) moyen {\displaystyle C_{f}} qui peut être quantifié par la formule :
{\displaystyle C_{f}={\frac {1,328}{\sqrt {Re_{x}}}}}
C’est la formule de Blasius qui donne le {\displaystyle C_{f}} global sur la surface du corps baignée dans une couche limite laminaire (la partie du corps baignée par une couche limite laminaire n’a pas forcément la même longueur à l’extrados et à l’intrados d’une l’aile, pour les corps 2D non symétrique ou en incidence).
Dans cette formule de Blasius, {\displaystyle Re_{x}} est le Reynolds basé sur la longueur du corps baignée par la couche limite laminaire. Sur le graphe ci-dessous cette formule de Blasius est représentée par la courbe verte (notée "{\displaystyle C_{f}} laminaire").
Lorsque l’on calcule la force de friction (en N) sur le corps (c'est {\displaystyle C_{f}\times \textstyle {\frac {1}{2}}\rho V^{2}\times S}), on constate (en exprimant le Reynolds dans la formulation du {\displaystyle C_{f}} de Blasius) que la force de friction évolue comme {\displaystyle V^{1,5}} ({\displaystyle V} étant la vitesse de l’écoulement), soit un peu moins que le carré de la vitesse.
Cette formule de Blasius est réputé valide au-dessus du Reynolds 1000 (en dessous du Reynolds 1000, on s’approche des écoulements purement visqueux).
Cette même formule reste valide jusqu’à ce que le Reynolds local atteigne la valeur où se produira la transition de la couche limite (voir par ex. la crise de traînée de la sphère et du cylindre), ce Reynolds critique pouvant être pris, en première approximation à 500 000 (bien qu’il dépende de la rugosité du corps ainsi que de la distribution des pressions à sa surface).

### Friction sur la plaque plane due à la couche limite turbulente
Lorsque la couche limite effectue sa transition depuis le régime laminaire jusqu’au régime turbulent, le {\displaystyle c_{f}} local de friction devient progressivement plus fort (d’un facteur 4 ou 5). Le {\displaystyle C_{f}} total de la plaque (ou {\displaystyle C_{f}} moyen)  marque donc une nette inflexion (courbes de transition fuchsia ci-dessous, chacune de ces courbes naissant à un certain Reynolds de transition).

Comme le diagramme de Moody dont il est le pendant pour écoulements extérieurs, ce diagramme est valide pour tous les fluides newtoniens dans le cadre des pratiques d'ingénieur,
D’autre part, le nombre de Reynolds, qui donne l'abscisse de ce graphe, dépend également du fluide (par la viscosité de ce fluide et par sa masse volumique). Si pour l’air on peut estimer le nombre de Reynolds à sa valeur approchée mnémotechnique 70 000 LV, L étant la longueur de la plaque en m et V la vitesse de l’écoulement en m/s, pour l’eau à 15° on peut l’estimer à 876 000 LV, soit 12,5 fois plus. Ce qui signifie que, à géométrie égale de la plaque et à même vitesse du fluide, l’abscisse à considérer pour l'eau douce sur le graphe sera beaucoup plus à droite que pour l'air (ce qui diminue le {\displaystyle C_{f}} de {\displaystyle 30\%}, en ordre de grandeur vers le milieu du graphe, pour une couche limite totalement turbulente).
La friction sur une même plaque à la même vitesse sera donc {\displaystyle 816\times 0,70=570} fois plus forte (toujours en ordre de grandeur) dans l’eau douce que dans l’air.
La couche limite totalement turbulente suscite un {\displaystyle C_{f}} moyen de :
{\displaystyle C_{f}={\frac {0,030}{Re_{l}^{1/7}}}}
Cette formule, où {\displaystyle Re_{l}} est le Reynolds basé sur la longueur totale {\displaystyle l} de la plaque ou du corps est une régression en loi de puissance de la ligne de Schoenherr (représentée sur le graphe par les marques rouges), cette ligne étant donnée par Schoenherr sous la forme {\displaystyle Re_{l}=f(C_{f})}, donc comme une fonction inverse qui est donnée plus bas.
Cette régression en loi de puissance {\displaystyle {\frac {1}{7}}} est valide dans la plage de Reynolds longitudinal 10 Million à 1 Milliard.
Une autre régression en loi de puissance possible est :
{\displaystyle C_{f}={\frac {0,044}{Re_{l}^{1/6}}}}
Elle est valide dans la plage de Reynolds longitudinal 1 million à 100 millions (cette plage couvrant donc la majorité des besoins aéronautiques),.
La formule de Schlichting, quant à elle, est valide dans la plage de Reynolds longitudinal allant du Million au Milliard :
{\displaystyle C_{f}={\frac {3,913}{\ln(Re_{l})^{2,58}}}={\frac {0,455}{\log _{10}(Re_{l})^{2,58}}}}
Hama a proposé comme régression pour la ligne de Schoenherr l’équation suivante :
{\displaystyle C_{f}={\frac {1}{\left[1,503\ln(Re_{l})-5,6\right]^{2}}}}
Il donne cette équation précise à mieux que {\displaystyle \pm 1,8\%} dans la plage de Reynolds {\displaystyle 10^{5}} à {\displaystyle 10^{10}}.
Sur le graphe ci-dessus, les courbes ont été prolongées en tiretés en dehors de leur plage de validité.
Les quatre formules précédentes donnent, dans leur plage de validité, le {\displaystyle C_{f}} total (ou {\displaystyle C_{f}} moyen) de plaques planes baignées par une couche limite totalement turbulente (depuis le point d’arrêt). Elles sont des régressions semi-empiriques de la ligne de Schoenherr, fonction inverse qui a été déterminée par l'expérience.
Cette ligne de Schoenherr peut être dessinée par la fonction inverse :
{\displaystyle Re_{l}=\exp \left[{}{\frac {0,5572}{\sqrt {C_{f}}}}-\ln(C_{f}){}\right]}
Il est très utile de mémoriser l’ordre de grandeur de ce Coefficient de Friction en couche limite turbulente (bien qu’il dépende évidemment du Reynolds de l’écoulement) : autour de 3 millièmes, cette valeur moyenne pouvant être utilisée en première approximation.
Dans le cas où la couche limite comporte une première partie laminaire et une seconde partie turbulente, des courbes dites de transition donnent également le {\displaystyle C_{f}}, par exemple :
{\displaystyle C_{f}={\frac {3,913}{\ln(Re_{l})^{2,58}}}-{\frac {0,0032Re_{crit}+14,5}{Re_{l}}}}
{\displaystyle Re_{l}} étant le Reynolds longitudinal du corps et {\displaystyle Re_{crit}} étant le Reynolds critique, c.-à-d. le Reynolds basé sur l’abscisse du corps à laquelle la couche limite laminaire commence sa transition vers le régime turbulent.
Cependant, pour déterminer le {\displaystyle C_{f}} d’un corps revêtu d’une couche limite mixte (d’abord laminaire puis turbulente après une zone de transition), on peut aussi retrancher à la traînée du corps calculée en totalement turbulent la traînée turbulente de la partie du corps à couche limite totalement laminaire et ajouter au résultat la traînée laminaire de cette partie laminaire du corps.
Comme la surface baignée de couche limite laminaire est {\displaystyle {\frac {Re_{crit}}{Re_{l}}}} fois la surface totale, on en arrive à l’équation :
{\displaystyle C_{f}={\frac {3,913}{\ln(Re_{l})^{2,58}}}-{\frac {3,913}{\ln(Re_{crit})^{2,58}}}{\frac {Re_{crit}}{Re_{l}}}+{\frac {1,328}{\sqrt {Re_{crit}}}}{\frac {Re_{crit}}{Re_{l}}}}
{\displaystyle Re_{l}} étant toujours le Reynolds longitudinal du corps et {\displaystyle Re_{crit}} le Reynolds critique.
C'est ainsi qu'ont été trouvées les courbes de transition par Prandtl. Bien sûr, cette méthode est une approximation puisqu'elle suppose que la couche limite turbulente prend naissance au bord d'attaque de la plaque, alors qu'elle prend naissance après transition de la couche limite laminaire.

## Prise en compte de la rugosité
Le précédent graphe des {\displaystyle C_{f}} concerne les plaques planes et lisse (en écoulement tangentiel et sans gradient de pression).
Pour les plaques planes rugueuses (toujours en écoulement tangentiel et sans gradient de pression) le Coefficient de friction {\displaystyle C_{f}} se montre quasi constant à partir d’un certain Reynolds (ce sont les courbes à palier marron du graphe ci-dessous) :
L’ordonnée des paliers de {\displaystyle C_{f}} constant est donnée par l’équation :
{\displaystyle C_{f}=\left[1,89+1,62{\frac {l}{h}}\right]^{-2,5}}
équation où {\displaystyle l} est la longueur de la plaque et {\displaystyle h} la hauteur moyenne des aspérités mesurée depuis le fond d’un creux jusqu’au sommet d’un pic. {\displaystyle {\frac {l}{h}}} est donc l'inverse de la rugosité relative.
James Barrowman, citant McNerney (1963), donne pour les paliers où le {\displaystyle C_{f}} est constant, l’équation :
{\displaystyle C_{f}=0,032\left({\frac {h}{l}}\right)^{1/5}}
équation où {\displaystyle {\frac {h}{l}}} est la rugosité relative.
Cette équation donne à peu près les mêmes résultats (sauf pour les rugosités relatives {\displaystyle {\frac {h}{l}}\geqslant 5.10^{-6}}).
Les courbes en cuillère qui précèdent les paliers de {\displaystyle C_{f}} constant ont ici été appuyées par Frank. M. White sur la régression en puissance 1/7, mais d’autres auteurs appuient ces cuillères sur la régression en logarithme népérien puissance 2,58.
Dans la pratique, le Reynolds augmentant, la courbe du {\displaystyle C_{f}} turbulent est suivie jusqu'à ce que la courbe en cuillère correspondant à la rugosité relative soit atteinte. Cette dernière courbe est alors utilisée.
Pour le Reynolds critique auquel se fait le passage depuis la courbe du {\displaystyle C_{f}} turbulent vers l'une des courbes en cuillère des {\displaystyle C_{f}} quasi constants, Barrowman donne :
{\displaystyle R_{elcrit}=51\left({\frac {h}{l}}\right)^{-1,039}}

### Application de ces coefficients de frottement aux profils symétriques sans incidence
Le {\displaystyle C_{f}} moyen de profils symétriques sans incidence (donc le quotient de la partie de la traînée due à la friction par la pression dynamique de l’écoulement et par la surface créant la friction ) est augmenté du fait de la surcélérité de l’écoulement le long des parois du corps. Cette surcélérité relative étant, pour un profil symétrique sans incidence, proportionnelle à l’épaisseur relative {\displaystyle ep/c}, Hoerner donne pour le {\displaystyle C_{x}} alaire de friction d’un profil symétrique sans incidence la formule approximative :
{\displaystyle 2C_{fpp}(1+2ep/c)}
{\displaystyle C_{fpp}} étant le {\displaystyle C_{f}} de la plaque plane de même Reynolds longitudinal que le profil et le coefficient {\displaystyle 2} étant dû au fait qu'un profil présente deux faces.
Cette règle donne un accroissement de {\displaystyle C_{x}} alaire de friction de {\displaystyle 20\%} pour un profil d’épaisseur relative {\displaystyle 10\%}. D'autres auteurs donnent cependant un ordre de grandeur de {\displaystyle 10\%} pour l'accroissement du {\displaystyle C_{x}} alaire de friction sur le même profil.
Hoerner ajoute que le reste du {\displaystyle C_{x}} alaire de tels profils est {\displaystyle 120C_{fpp}(ep/c)^{4}} (ce qui est très faible pour une aile mais plus sensible pour un carénage de hauban, par exemple).

### Application de ces coefficients de frottement aux corps profilés 3D sans incidence
De même, Hoerner donne une formulation approchée du {\displaystyle C_{x}} de friction des corps profilés 3D de révolution sans incidence ({\displaystyle C_{x}} basé sur leur surface mouillée),. Ce {\displaystyle C_{x}} de friction est {\displaystyle C_{fpp}[1+1,5(D/L)^{3/2}]}, {\displaystyle C_{fpp}} étant le {\displaystyle C_{f}} de la plaque plane au même Reynolds longitudinal que le corps, {\displaystyle D} étant le diamètre de ce corps et {\displaystyle L} sa longueur.
Hoerner calcule également qu’ajouter à ce {\displaystyle C_{x}} de friction {\displaystyle 7C_{fpp}(D/L)^{3}} donne le {\displaystyle C_{x}} total (c'est-à-dire dû à la friction et au décollement de l'écoulement) de tels corps profilés 3D sans incidence ({\displaystyle C_{x}} toujours basé sur leur surface mouillée).
De son côté, l'ouvrage Aircraft Design Synthesis and Analysis, de Desktop Aeronautics Inc, propose une courbe de même type (~7% plus forte) donnant le même facteur de forme {\displaystyle k}. Entre les élancements 6 et 10 on peut la linéariser sous la forme {\displaystyle k=1,433-0,035\lambda } ({\displaystyle k} vaut donc ~1,22 pour l'élancement 6 et ~1,08 pour l'élancement 10).

### Quelques valeurs pratiques de rugosité absolue
Le tableau ci-dessous (tiré de James Barrowman) donne quelques rugosités absolues. Pour obtenir la rugosité relative (utilisée dans les formules ci-dessus), il suffit de diviser cette rugosité absolue par la longueur du corps dans la même unité (la corde de l'aile, par exemple, ou la longueur du fuselage).
| Surface                         | Rugosité (microns) |
| ------------------------------- | ------------------ |
| Poli "miroir"                   | 0                  |
| Verre courant                   | 0,1                |
| Surfaces polies                 | 0,5                |
| Tôle d’aviation                 | 2                  |
| Excellente peinture au pistolet | 5                  |
| Planche de bois rabotée         | 15                 |
| Peinture aéronautique de série  | 20                 |
| Acier galvanisé nu              | 50                 |

| Surface                     | Rugosité (microns) |
| --------------------------- | ------------------ |
| Ciment bien lissé           | 50                 |
| Revêtement asphalté         | 100                |
| Tôle galvanisée au bain     | 150                |
| Avion mal peint au pistolet | 200                |
| Surface de fonte d'acier    | 250                |
| Planche de bois brut        | 500                |
| Surface de béton moyenne    | 1000               |

## Équations de la couche limite
La compréhension et la modélisation des équations de la couche limite sont peut-être une des plus importantes avancées de la dynamique des fluides. En utilisant l'analyse d'échelle, les équations de Navier-Stokes peuvent être écrites sous forme simplifiée. En effet, les équations de Navier-Stokes originales sont elliptiques alors que les équations simplifiées sont paraboliques. Cela simplifie grandement la résolution des équations. La simplification repose sur la division en deux de l'espace dans lequel s'écoule le fluide : la couche limite et le reste de l'espace (le reste étant facile à résoudre par de nombreuses méthodes). La couche limite est alors gouvernée par des équations différentielles partielles faciles à résoudre. Les équations de Navier-Stokes et de continuité, pour un écoulement bidimensionnel incompressible en coordonnées cartésiennes, sont :
{\displaystyle {\partial u \over \partial x}+{\partial v \over \partial y}=0}
{\displaystyle u{\partial u \over \partial x}+v{\partial u \over \partial y}=-{1 \over \rho }{\partial p \over \partial x}+{\nu }\left({\partial ^{2}u \over \partial x^{2}}+{\partial ^{2}u \over \partial y^{2}}\right)}
{\displaystyle u{\partial v \over \partial x}+v{\partial v \over \partial y}=-{1 \over \rho }{\partial p \over \partial y}+{\nu }\left({\partial ^{2}v \over \partial x^{2}}+{\partial ^{2}v \over \partial y^{2}}\right)}
où :
- u et v sont les composantes de la vitesse ;
- ρ est la masse volumique ;
- p est la pression ;
- ν est la viscosité cinématique du fluide en un point.

Un écoulement qui a un nombre de Reynolds élevé peut être simplifié. La simplification consiste à diviser l'espace en deux régions. La première est la région où l'écoulement du fluide n'est pas affecté par la viscosité — la majorité de l'espace — , l'autre région — proche des surfaces du domaine — est la région où la viscosité joue un rôle important (couche limite). Alors u et v sont respectivement la vitesse sur la ligne de courant et la vitesse normale à la ligne de courant à l'intérieur de la couche limite. En utilisant l'analyse d'échelle, les équations de mouvement pour la couche limite se simplifient et deviennent :
{\displaystyle {\partial u \over \partial x}+{\partial v \over \partial y}=0}
{\displaystyle u{\partial u \over \partial x}+v{\partial u \over \partial y}=-{1 \over \rho }{\partial p \over \partial x}+{\nu }{\partial ^{2}u \over \partial y^{2}}}
et si le fluide est incompressible, ce qui est le cas d'un liquide dans les conditions standards :
{\displaystyle {1 \over \rho }{\partial p \over \partial y}=0}
Une analyse asymptotique montre que v, la vitesse normale, est petite comparée à u, la vitesse sur une ligne de courant, et que les propriétés de ses variations dans la direction de la ligne de courant sont généralement moins importantes que dans la direction normale.
La pression statique p est indépendante de y, alors la pression au bord de la couche limite est la pression de la ligne de courant. La pression externe peut être calculée en appliquant le théorème de Bernoulli. Alors u0 est la vitesse du fluide en dehors de la couche limite, où u et u0 sont parallèles. En remplaçant p, les équations deviennent :
{\displaystyle u{\partial u \over \partial x}+v{\partial u \over \partial y}=u_{0}{\partial u_{0} \over \partial x}+{\nu }{\partial ^{2}u \over \partial y^{2}}}
avec les conditions limites
{\displaystyle {\partial u \over \partial x}+{\partial v \over \partial y}=0}
Pour un fluide dans lequel la pression statique p ne dépend pas de la direction d'écoulement du fluide :
{\displaystyle {\partial p \over \partial x}=0}
donc u0 reste constant.
Les équations de mouvement simplifiées sont :
{\displaystyle u{\partial u \over \partial x}+v{\partial u \over \partial y}={\nu }{\partial ^{2}u \over \partial y^{2}}}
On utilise ces approximations dans un grand nombre de problèmes scientifiques et d'ingénierie. L'analyse précédente concerne toute couche limite (laminaire ou turbulente), mais les équations sont principalement utilisées pour étudier la couche limite laminaire. En effet, la moyenne de la vitesse correspond à la vitesse instantanée, car les fluctuations de vitesses sont absentes.

## Couche limite turbulente
Le traitement de la couche limite turbulente est rendu difficile par la dépendance de l'écoulement à la variable temps. Une des techniques les plus courantes, quand l'écoulement est considéré comme turbulent, est d'appliquer la décomposition de Reynolds. Dans ce cas, les propriétés instantanées de l'écoulement sont décomposées entre la moyenne et les fluctuations à la moyenne. En appliquant cette technique, les équations de la couche limite donnent une couche limite pleinement turbulente :
{\displaystyle {\partial {\overline {u}} \over \partial x}+{\partial {\overline {v}} \over \partial y}=0}
{\displaystyle {\overline {u}}{\partial {\overline {u}} \over \partial x}+{\overline {v}}{\partial {\overline {u}} \over \partial y}=-{1 \over \rho }{\partial {\overline {p}} \over \partial x}+\nu \left({\partial ^{2}{\overline {u}} \over \partial x^{2}}+{\partial ^{2}{\overline {u}} \over \partial y^{2}}\right)-{\frac {\partial }{\partial y}}({\overline {u'v'}})-{\frac {\partial }{\partial x}}({\overline {u'^{2}}})}
{\displaystyle {\overline {u}}{\partial {\overline {v}} \over \partial x}+{\overline {v}}{\partial {\overline {v}} \over \partial y}=-{1 \over \rho }{\partial {\overline {p}} \over \partial y}+\nu \left({\partial ^{2}{\overline {v}} \over \partial x^{2}}+{\partial ^{2}{\overline {v}} \over \partial y^{2}}\right)-{\frac {\partial }{\partial x}}({\overline {u'v'}})-{\frac {\partial }{\partial y}}({\overline {v'^{2}}})}
En utilisant la même technique de calcul pour l'équation instantanée, les équations deviennent dans sa forme classique :
{\displaystyle {\partial {\overline {u}} \over \partial x}+{\partial {\overline {v}} \over \partial y}=0}
{\displaystyle {\overline {u}}{\partial {\overline {u}} \over \partial x}+{\overline {v}}{\partial {\overline {u}} \over \partial y}=-{1 \over \rho }{\partial {\overline {p}} \over \partial x}+{\nu }{\partial ^{2}{\overline {u}} \over \partial y^{2}}-{\frac {\partial }{\partial y}}({\overline {u'v'}})}
{\displaystyle {\partial {\overline {p}} \over \partial y}=0}
Le terme additionnel {\displaystyle {\overline {u'v'}}} dans la couche limite turbulente est connu sous le nom de « contrainte partagée de Reynolds ». La solution aux équations de la couche limite turbulente nécessite l'utilisation de modèles de turbulences, dont le but est d'exprimer la contrainte de Reynolds partagée dans des termes connus de variables de l'écoulement et ses dérivés. Le manque de précision et la non-généralisation de ces modèles constituent l'obstacle majeur dans le succès des prédictions des propriétés des écoulements turbulents, dans la science de la dynamique des fluides.

## Paramètres caractéristiques

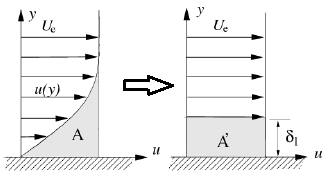
Paramètres caractéristiques de la couche limite.

1. Épaisseur de déplacement (ou épaisseur d'engraissement)
Les lignes de courant en écoulement visqueux sont déplacées par rapport à leurs positions en fluide non-visqueux, ce déplacement est exploité pour définir une épaisseur telle que les aires A et A' soient égales.
{\displaystyle {A=\int _{0}^{\infty }(U_{e}-u)\,\mathrm {d} y}=A'=\delta _{1}U_{e}\,\!}
d’où : {\displaystyle \delta _{1}=\int _{0}^{\infty }\left(1-{\frac {u}{U_{e}}}\right)\,\mathrm {d} y.\!}
En régime laminaire l'épaisseur de déplacement s’exprime de la manière suivante: {\displaystyle \delta _{1}={\frac {1.72x}{\sqrt {Re_{x}}}}.\!}
2. Épaisseur de la quantité de mouvement
De la même manière, on définit l'épaisseur de la quantité de mouvement {\displaystyle \delta _{2}\,\!} :
{\displaystyle \delta _{2}=\int _{0}^{\infty }{\frac {u}{U_{e}}}\ \left(1-{\frac {u}{U_{e}}}\right)\,\mathrm {d} y.\!}
En régime laminaire l'épaisseur de quantité de mouvement s’exprime de la manière suivante: {\displaystyle \delta _{2}={\frac {0.66x}{\sqrt {Re_{x}}}}.\!}
3. Épaisseur en énergie
Similairement, on définit l'épaisseur en énergie {\displaystyle \delta _{3}\,\!} :
{\displaystyle \delta _{3}=\int _{0}^{\infty }{\frac {u}{U_{e}}}\ \left(1-{\frac {u^{2}}{U_{e}^{2}}}\right)\,\mathrm {d} y.\!}

## Domaines d'application

### Aéronautique

#### Aérodynamique

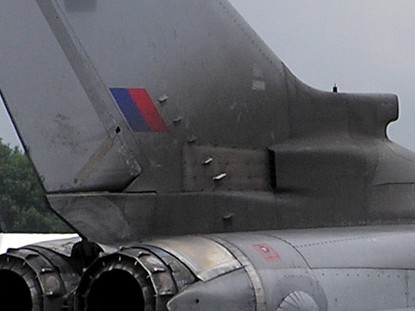
Générateurs de tourbillons installées au centre de la dérive d'un Panavia Tornado. Les six petites lames provoquent l'apparition de petites couches limites turbulentes.

La couche limite joue un rôle majeur dans les performances d'une surface portante : par exemple, le décollement de la couche limite sur une aile d'avion provoque une chute de la portance et une augmentation de la traînée de l'aile, ce qui correspond à une baisse notable des performances aérodynamiques de l'avion. Le décollement de la couche limite survient lorsque l'angle d'incidence de l'aile devient trop important, ce qui correspond pratiquement à une assiette cabrée de l'avion (à l'atterrissage par exemple). Si cet angle est trop important, il se produit le phénomène de décrochage : la couche limite est fortement décollée et la portance peut chuter de façon très importante, plus ou moins brutalement. Ce phénomène est à l'origine de nombreux accidents aériens, la perte de portance pouvant entraîner la perte de contrôle de l'appareil.
Sur certains avions on trouve de petites lames, placées soit sur les ailes soit à l'arrière du fuselage, qui permettent de produire une couche limite turbulente qui résiste au décollement. Ces lames sont appelées « générateurs de tourbillons ».

#### Effets indésirables

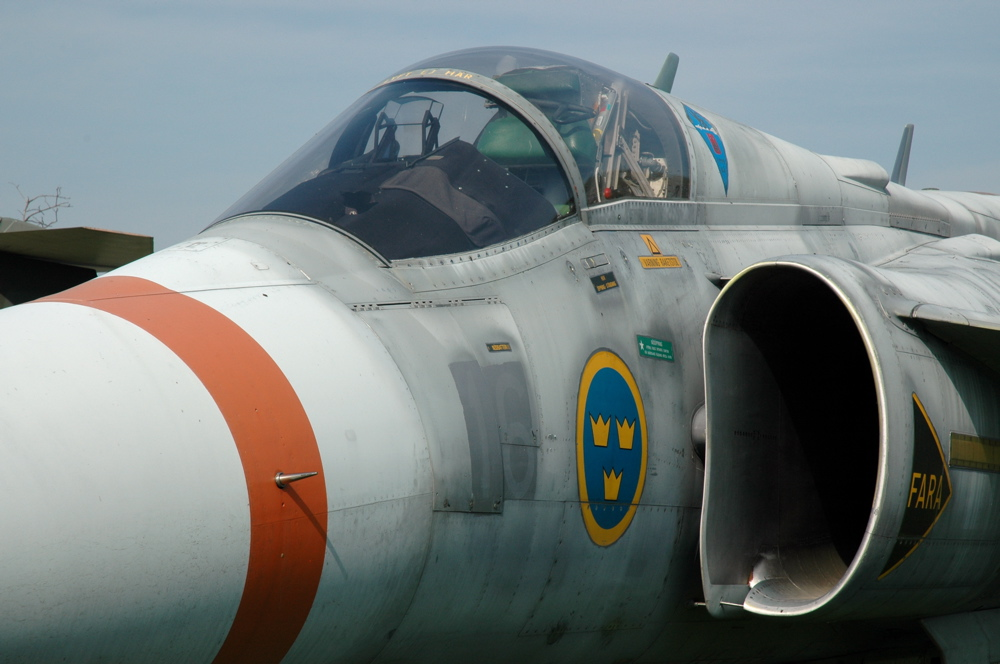
Entrée d'air d'un SAAB 37 Viggen.

La couche limite peut sérieusement perturber le fonctionnement d'un moteur à réaction, d'une part à cause des turbulences dans le flux d'air ingéré par le moteur, et d'autre part en réduisant son efficacité à cause de la faible vitesse de l'air au niveau de la couche. Ce problème ne se pose pas lorsque l'entrée d'air est frontale (dans le nez de l'avion) ou que le réacteur est contenu dans une nacelle fixée sous les ailes (cas de la grande majorité des avions civils).
Par contre, lorsque l'entrée d'air est située le long du fuselage (cas des avions militaires surtout), elle est le plus souvent légèrement écartée de celui-ci pour être placée hors de la couche limite. Une plaque métallique est parfois ajoutée juste avant l'entrée d'air pour maintenir la couche limite contre le fuselage : on parle alors de « piège à couche limite ».

### Météorologie

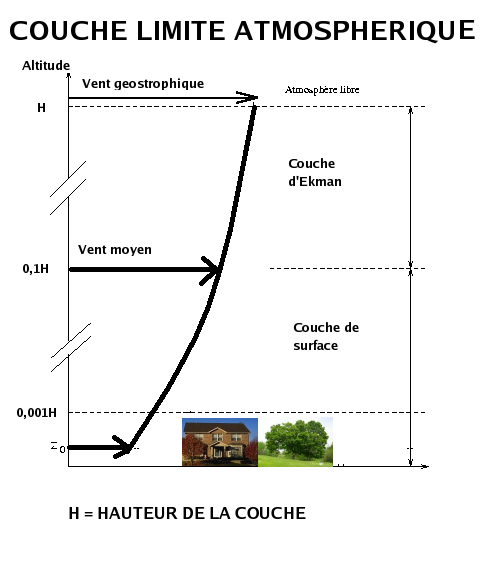
Représentation de la couche limite atmosphérique.

La couche limite atmosphérique (ou couche limite planétaire, ou couche limite de frottement) est la partie de l’atmosphère dans laquelle le vent est freiné par le frottement de l’air à la surface de la planète (sol ou étendue d’eau). La hauteur de cette couche limite atmosphérique varie entre 50 m et 3 km d'épaisseur selon la stabilité de l'air et la rugosité de la surface, la moyenne étant de 1 500 mètres. Au-dessus de cette couche limite atmosphérique s’étend ce que l’on appelle l’atmosphère libre (sous-entendu « libre de l’influence du sol », mais pas de l’influence de la force de Coriolis ou autres) : plus on s’élève au sein de l’atmosphère libre plus le vent s’approche (en force et direction) du vent géostrophique.
La couche limite atmosphérique elle-même peut être divisée en deux parties : La couche de surface où se fait sentir uniquement le freinage dû à la surface et la couche d’Ekman où se font sentir à la fois le freinage dû à la surface et la force de Coriolis :
- Couche de surface

C’est la couche dans laquelle le frottement de l’air sur la surface de la planète (sol ou étendue d’eau) se fait le plus sentir. Le vent à toutes les hauteurs de cette couche garde une direction à peu près fixe mais sa vitesse décroît avec la hauteur, et ceci de plus en plus à mesure qu’on s’approche de la surface (comme dans le cas de l’écoulement d’un fluide à la surface d’un corps). Cette couche de surface est donnée par Météo-France comme pouvant mesurer de 10 m à 100 m de hauteur (avec une moyenne de l’ordre de 50 m). On peut mémoriser que dans la couche de surface seule l'influence de la surface de la planète se fait sentir.
- Couche d’Ekman (nommée ainsi d'après le nom du physicien suédois Vagn Walfrid Ekman)

Au-dessus de la couche de surface, s’étend la couche d’Ekman dont l’épaisseur est, en ordre de grandeur, 10 fois plus grande que celle de la couche de surface. Dans cette couche d’Ekman, se font sentir à la fois le ralentissement dû à la surface de la planète (mais moins que dans la couche de surface) et la force de Coriolis qui tend à modifier la direction du vent. Ladite force de Coriolis (due à la rotation de la Terre) devient de plus en plus prépondérante (par rapport au ralentissement dû à la surface) à mesure que l’on est plus haut dans cette couche d’Ekman. Ces deux influences combinées (ralentissement et Coriolis) créent, dans la couche d’Ekman, une rotation du vent en fonction de l’altitude (rotation plus forte en partie haute) ainsi qu’une diminution de la vitesse à mesure qu’on s’approche du bas de cette couche d’Ekman, de sorte que les vecteurs vent dans cette couche d’Ekman forment ce que l’on appelle la spirale d'Ekman.
On peut également distinguer, à la base de la couche de surface une sous-couche rugueuse où existe une forte turbulence d'origine dynamique autant que thermique. Cette sous-couche rugueuse peut atteindre plusieurs mètres de haut en zone urbaine.
Les échanges de matière, d'énergie et de mouvement se produisant au sein de la couche limite planétaire sont primordiaux en météorologie. On y retrouve la plupart des éléments à méso-échelle qui mènent au déclenchement de la convection profonde et une bonne partie des éléments qui mènent aux systèmes à l'échelle synoptique. La paramétrisation de la couche limite est donc primordiale dans la mise au point des modèles de prévision numérique du temps.

Les éoliennes placées plus haut dans la couche limite atmosphérique profitent d'un vent plus fort.

#### Modèle logarithmique de lacouche limite atmosphérique
On appelle aussi la couche limite atmosphérique couche logarithmique de surface car le profil vertical du vent peut y être modélisé par une variation logarithmique en fonction de la hauteur à partir de la surface. Cette loi logarithmique donne de bons résultats sur les 100 premiers mètres de l'atmosphère (à partir de la surface). Au-dessus de 100 mètres jusqu'au sommet de la couche limite atmosphérique, une loi en puissance est plus précise (pour une atmosphère neutre).
À titre d'exemple de l'influence de la couche limite dans la vie courante, on peut se souvenir que les rotors d'éoliennes sont placés le plus haut possible au-dessus du sol pour profiter d'un vent suffisamment fort, leur puissance étant environ proportionnelle au cube de la vitesse du vent.

#### Limite de validité des représentations simplifiés de lacouche limite atmosphérique
Les représentations simplifiés de la couche limite atmosphérique évoquées dans cet article sont basées sur l'hypothèse que l'atmosphère est neutre (c.-à-d. qu'un changement aléatoire d'altitude d'une particule d'air n'augmentera ni ne diminuera la poussée d'Archimède que cette particule reçoit des autres particules).
Cette hypothèse que l'atmosphère est neutre est acceptable lorsque le vent moyen à 10 m de hauteur dépasse 10 m/s : le mélange par turbulence l'emporte alors sur l'instabilité de l'atmosphère.